# Eriocaulon yoshinoi
Eriocaulon yoshinoi là một loài thực vật có hoa trong họ Eriocaulaceae. Loài này được Nakai mô tả khoa học đầu tiên năm 1911.